# Hrušov, Veľký Krtíš
Hrušov este o comună slovacă, aflată în districtul Veľký Krtíš din regiunea Banská Bystrica. Localitatea se află la altitudinea de 349 m deasupra n.m., se întinde pe o suprafață de 23,31 km2 și în 2017 număra 842 de locuitori.

## Istoric
Localitatea Hrušov este atestată documentar din 1285.

## Demografie
| An:                | 1994 | 2004   | 2014   | 2024   |
| ------------------ | ---- | ------ | ------ | ------ |
| Număr de persoane: | 925  | 897    | 867    | 812    |
| Diferență:         |      | −3,02% | −3,34% | −6,34% |

| An:                | 2023 | 2024   |
| ------------------ | ---- | ------ |
| Număr de persoane: | 818  | 812    |
| Diferență:         |      | −0,73% |